# Thomas Hestbæk Andersen
Thomas Hestbæk Andersen (født i 1975) er dansk sprogforsker og direktør for Dansk Sprognævn.

## Uddannelse og karriere
Thomas Hestbæk Andersen har en ph.d. (2003) i dansk fra Institut for Sprog og Kommunikation, Syddansk Universitet, og en kandidatgrad fra samme universitet.
Han blev ansat som amanuensis i dansk virksomhedskommunikation ved Institut for Sprog og Kommunikation på Syddansk Universitet i 2003 og blev senere adjunkt og lektor på samme institut. Her har han været centerleder for Centre for Multimodal Communication.
Han blev direktør for Dansk Sprognævn i 2019.

## Ledelse
Thomas Hestbæk Andersen har været forskningsleder og bevillingshaver for "Resemina" ("The digital resemiotisation of buying and selling interaction"), et Velux-finansieret kernegruppeprojekt. Han har også været projektleder for "Teksten i grammatikken" og forskergruppeleder for Multimodality, Choice and Text.

## Tillidsposter
Thomas Hestbæk Andersen er medlem af bestyrelsen for Danske Taler og har været medlem af forskningsudvalget for Institut for Sprog og Kommunikation på Syddansk Universitet. Han har også været medlem af Akademisk råd for Humaniora og af Studienævn for International Virksomhedskommunikation på samme universitet.
I Nordisk forening for SFL og socialsemiotik var han foreningens første formand fra dens oprettelse i 2007 og indtil 2019.